# یواس‌اس هونولولو (سی‌ال-۴۸)
یواس‌اس هونولولو (سی‌ال-۴۸) (به انگلیسی: USS Honolulu (CL-48)) یک کشتی بود که طول آن ۶۰۸ فوت ۴ اینچ (۱۸۵٫۴۲ متر) بود. این کشتی در سال ۱۹۳۷ ساخته شد.